# Antoine Valois-Fortier
Antoine Valois-Fortier, född den 13 mars 1990 i Vanier, Kanada, är en kanadensisk judoutövare.
Han tog OS-brons i herrarnas halv mellanvikt i samband med de olympiska judotävlingarna 2012 i London.